# Frank Moore
Frank James Moore (25 de junio de 1946 - 14 de octubre de 2013) fue un artista de performance, chamán, poeta, ensayista, pintor, músico y personalidad de Internet/televisión estadounidense, que experimentó en el arte, performance y enseñanza chamánica desde finales de los años sesenta.